# Gratentour rugby XIII
Maillots
Gratentour rugby XIII est un club de rugby à XIII français basé à Gratentour (Haute-Garonne) et fondé en 1982. Il évolue en Nationale 1 depuis 2025. Le club a remporté à deux reprises la Coupe Falcou (Coupe de France des clubs amateurs).

## Histoire
Le club a été créé « sous l'impulsion de l'ancien arbitre Francois Auriolle, de son fils Pierre Auriolle et de son gendre Aldo Vives. ».
En 2017-2018, le club participe à la Coupe de France de rugby à XIII 2017-2018. Ils sont éliminés par Villegailhenc Aragon XIII en 32e de finale .
Lord de la coupe de France, l'année suivante, ils sont battus en 32e de finale par le  RC Aspet XIII.
Ils participent ensuite à la Coupe de France 2019-2020 où ils sont arrêtés par le Racing club saint-gaudinois Comminges XIII en 16e de finale.
En juillet 2021, Gratentour et les Montpellier Sharks sont promus en Élite 2. Pour cette montée pour la saison 2021-2022, le club devient l’équipe réserve du Toulouse olympique XIII. Il est ensuite relégué en 3e division après une saison en Élite 2.
En 2025, ils sont champions de France en Nationale 2, permettant un premier sacre nationale au club.

## Palmarès
| Coupe Falcou                   | Championnat de France de rugby à XIII Nationale 3 | Championnat de France de rugby à XIII Nationale 2 | Championnat de France de rugby à XIII Nationale 1 |
| ------------------------------ | ------------------------------------------------- | ------------------------------------------------- | ------------------------------------------------- |
| - Champion (2) : 2010 et 2019. | - Finaliste (1) : 2019                            | - Champion (1) : 2025                             | - Finaliste (1) : 1999                            |

## Joueurs emblématiques
- Alexandre Mickalezyk[12]
- Gabriel Laskawiec
- Rémy Bueno[13]
- Yannick Cazemajou[14]
- Pascal Laroche[14]
- Jean Frison[14]
- Thomas Sutton[14]
- Andrei Olari[Lequel ?][14]
- Paul Mills
- Mark Faumuina
- Simon Dorrell